# Piñeiro (Corgo)
Piñeiro (llamada oficialmente Santa María de Piñeiro) es una parroquia y una aldea española del municipio de Corgo, en la provincia de Lugo, Galicia.

## Organización territorial
La parroquia está formada por tres entidades de población, constando dos de ellas en el anexo del decreto en el que se aprobó la actual denominación oficial de las entidades de población de la provincia de Lugo:
- A Pedra
- Piñeiro
- Quetesende

## Demografía

### Parroquia
| Gráfica de evolución demográfica de Piñeiro (parroquia) entre 2000 y 2019 |
|                                                                           |
| Datos según el nomenclátor publicado por el INE.                          |

### Aldea
| Gráfica de evolución demográfica de Piñeiro (aldea) entre 2000 y 2019 |
|                                                                       |
| Datos según el nomenclátor publicado por el INE.                      |